# Conselho de Defesa Nacional
Der Conselho de Defesa Nacional (CDN) (deutsch: Nationaler Verteidigungsrat) ist ein beratendes Gremium des brasilianischen Präsidenten in Fragen der nationalen Sicherheit, der Außenpolitik und der Verteidigungsstrategie.
Der Rat wurde am 29. November 1927 von Präsident Washington Luís als militärische Behörde gegründet, die sich zunächst mit geheimdienstlichen Aufgaben beschäftigte. Mit der Brasilianischen Verfassung von 1934 wurde der Verteidigungsrat in Conselho de Segurança Nacional (CSN), den Nationalen Sicherheitsrat, umbenannt, mit der Brasilianischen Verfassung von 1988 wieder in Verteidigungsrat rückbenannt.
Zur nationalen Sicherheit gehört der Schutz der 16.145 km langen Außengrenze, dazu kommen 7491 km Küste.
Es setzt sich aus wichtigen Ministern und Militärkommandanten zusammen und wird vom brasilianischen Präsidenten geleitet.

## Mitglieder (Stand 2/2021)
| Amt                                                  | Bild | Name                            |
| ---------------------------------------------------- | ---- | ------------------------------- |
| Staatspräsident Vorsitzender des Rates               |      | Jair Bolsonaro                  |
| Vizestaatspräsident                                  |      | Hamilton Mourão                 |
| Leiter des Kabinetts für Institutionale Sicherheit   |      | Augusto Heleno Ribeiro Pereira  |
| Präsident der Abgeordnetenkammer im Nationalkongress |      | Rodrigo Maia                    |
| Präsident des Bundessenats im Nationalkongress       |      | Rodrigo Pacheco                 |
| Verteidigungsminister                                |      | Fernando Azevedo e Silva        |
| Minister für Justiz und öffentliche Sicherheit       |      | André Mendonça                  |
| Außenminister                                        |      | Ernesto Araújo                  |
| Wirtschaftsminister                                  |      | Paulo Guedes                    |
| Chef des Generalstabs der Streitkräfte               |      | Raul Botelho                    |
| Chef der Marine                                      |      | Ilques Barbosa Junior           |
| Chef des Heeres                                      |      | Edson Leal Pujol                |
| Chef der Luftwaffe                                   |      | Antônio Carlos Moretti Bermudez |